# Муниципальное образование «Бохан»
Боханское сельское поселение — муниципальное образование со статусом сельского поселения в Боханском районе Иркутской области России. Административный центр — посёлок Бохан.

## Демография
По результатам Всероссийской переписи населения 2010 года
численность населения муниципального образования составила 5169 человек, в том числе 2320 мужчин и 2649 женщин.